# Pedro Fernández de Lugo
Pedro Fernández de Lugo (Sevilla, vers l'any 1475 - Santa Marta (Colòmbia), 1536) fou militar, conquistador i colonitzador espanyol. Avançat i conqueridor en les Índies Occidentals (segle xvi). Fill de don Alonso Fernández de Lugo, que conquerí les illes de Gran Canària i Tenerife, i en recompensa rebé l'avançament de Canàries: governador de Tenerife i Las Palmas el 17 d'agost de 1519 por el successor dels reis Catòlics, l'emperador Carles V. Així doncs succeí al seu pare, en el govern d'aquestes illes, i amb el títol de capità general de les costes d'Àfrica, i «apressà molts àrabs, lluint més en la batalla de Tagaos en 1525, on moriren 800 genets alarbs i 400 peons».
El 1535, per gestions del seu fill Alonso Luis, pretengué i assolí el govern de Santa Marta, amb títol d'avançat per dues vides. Anomenà pel seu tinent al seu fill Alonso i per auditor al llicenciat Jiménez de Quesada, i amb 1.100 soldats i un grup de selectes capitans, arribà la seva armada a l'illa de Tenerife, el 1535, i després toca en el port de Santa Marta.
Envià amb un exèrcit al seu fill Luis, a i de què conquerís la província de Tairona, i com que aquest en retornar, s'embarcà en secret vers Espanya, en el seu reemplaçament, Pedro anomenà per tinent seu a Gonzalo Jiménez de Quesada, i després d'algunes entrades per aquelles terres, disposà el descobriment de les que es troben a les capçaleres del riu de la Magdalena, i designà per a això al mateix tinent Jiménez de Quesada amb 800 homes de batalla, més la gent de servei i 100 cavalls.
Malgrat ésser grans els perills i penalitats d'aquella expedició, l'èxit coronà la feliç idea de l'avançat Lugo i els esforços de Jiménez de Quesada: descobrint-se aquell extens territori i es fundà el Nuevo Reino de Granada.

## Curiositat
Sobre la conquesta de Tenerife, per Pedro Fernández de Lugo, hi ha escrita en música i veu una cantata famosa a l'illa, que reflecteix el tarannà del conqueridor: porta per títol La Cantata del Mencey loco i és molt interessant històricament.